# Ovidio Lanza
Carlos Ovidio Lanza Martínez (Talanga, Francisco Morazán, 15 de mayo de 1989) es un futbolista hondureño. Juega de delantero. Actualmente juega en el Olancho FC de la Liga Nacional de Honduras.

## Trayectoria

### Inicios
Ovidio Lanza comenzó su carrera en clubes del interior como Silca de Los Limones (2007-2010) y Juventus de Guaimaca (2011).

### Juticalpa F. C.
A inicios de 2012, pasó al Juticalpa Fútbol Club de la Liga de Ascenso. Luego de tres años y medio en la división de plata, el 31 de mayo de 2015, su club consiguió el ascenso a la Liga Nacional de Honduras. De esa forma, el 9 de agosto, en un partido contra Real España, que finalizó con victoria de 2 a 0, realizó su debut en la máxima categoría del fútbol hondureño. Siete días después, el 16 de agosto, durante el triunfo a domicilio de 2 a 1 sobre el Vida, convirtió su primera anotación. Durante la temporada 2016/17, finalizó subcampeón de goleo –por detrás de Rony Martínez– con un total de 20 goles.

### C. D. Olimpia
El 3 de julio de 2019, el Club Deportivo Olimpia lo anunció como su refuerzo de cara al Torneo Apertura 2019. Debutó con los albos el 26 de julio durante la goleada a domicilio de 4-0 sobre el Honduras Progreso. 

### C. D. S. Vida
Ante las pocas chances recibidas con Pedro Troglio en el Olimpia y luego de su frustrado pase al fútbol de Arabia Saudita, el 3 de febrero de 2020 fue cedido por seis meses al Club Deportivo y Social Vida. Bajo la dirección técnica de Fernando Araújo en los rojos, Lanza tampoco tuvo regularidad, pues solamente jugó cinco partidos y marcó un gol.

### Jocoro F. C.
El 6 de septiembre de 2020, el Jocoro Fútbol Club de la Primera División de El Salvador anunció su contratación por un año.

## Selección nacional

### Selección absoluta
Ha sido internacional con la Selección de fútbol de Honduras en siete ocasiones. El seleccionador, Jorge Luis Pinto, lo incluyó en el listado de jugadores convocados para la Copa de Oro 2017. En ese torneo debutó el 7 de julio, contra Costa Rica en la derrota de 1 a 0 en Nueva Jersey. También fue convocado para las últimas cuatro fechas de la Eliminatoria para el Mundial de Rusia 2018, aunque no debutó.
Participaciones en Copa de Oro
| Copa de Oro      | Sede           | Resultado        | Partidos | Goles |
| ---------------- | -------------- | ---------------- | -------- | ----- |
| Copa de Oro 2017 | Estados Unidos | Cuartos de final | 4        | 0     |

## Clubes
| Club                   | País        | Año             |
| ---------------------- | ----------- | --------------- |
| Silca de Los Limones   | Honduras    | 2007 - 2010     |
| Juventus de Guaimaca   | Honduras    | 2011            |
| Juticalpa F. C.        | Honduras    | 2012 - 2019     |
| C. D. Olimpia          | Honduras    | 2019 - 2020     |
| C. D. S. Vida (cedido) | Honduras    | 2020            |
| Jocoro F. C. (cedido)  | El Salvador | 2020 - 2021     |
| Marathón               | Honduras    | 2021 - 2022     |
| Olancho FC             | Honduras    | 2022 - Presente |

## Estadísticas

### Clubes
Actualizado al último partido jugado el 14 de mayo de 2022.
| Juticalpa F. C. Honduras |                     |                     |     |    |   |   |   |     |     |    |
| 2.ª | 2011-12             | —                   | —   | —  | — | — | — | —   | —   |    |
| 2.ª | 2012-13             | —                   | —   | —  | — | — | — | —   | —   |    |
| 2.ª | 2013-14             | —                   | —   | —  | — | — | — | —   | —   |    |
| 2.ª | 2014-15             | —                   | —   | —  | — | — | — | —   | —   |    |
| 1.ª | 2015-16             | 33                  | 6   | 8  | 1 | — | — | 41  | 7   |    |
| 1.ª | 2016-17             | 34                  | 20  | —  | — | — | — | 34  | 20  |    |
| 1.ª | 2017-18             | 34                  | 14  | —  | — | — | — | 34  | 14  |    |
| 1.ª | 2018-19             | 29                  | 16  | —  | — | — | — | 29  | 16  |    |
| Total club | Total club          | 130                 | 56  | 8  | 1 | 0 | 0 | 138 | 57  |    |
| C. D. Olimpia Honduras |                     |                     |     |    |   |   |   |     |     |    |
| 1.ª | 2019-20             | 4                   | 0   | —  | — | 1 | 0 | 5   | 0   |    |
| Total club | Total club          | 4                   | 0   | 0  | 0 | 1 | 0 | 5   | 0   |    |
| C. D. S. Vida Honduras |                     |                     |     |    |   |   |   |     |     |    |
| 1.ª | 2019-20             | 5                   | 1   | —  | — | — | — | 5   | 1   |    |
| Total club | Total club          | 5                   | 1   | 0  | 0 | 0 | 0 | 5   | 1   |    |
| Jocoro F. C. El Salvador |                     |                     |     |    |   |   |   |     |     |    |
| 1.ª | 2020-21             | 16                  | 10  | —  | — | — | — | 16  | 10  |    |
| Total club | Total club          | 16                  | 10  | 0  | 0 | 0 | 0 | 16  | 10  |    |
| C. D. Marathón Honduras |                     |                     |     |    |   |   |   |     |     |    |
| 1.ª | 2021-22             | 29                  | 5   | —  | — | 4 | 0 | 33  | 5   |    |
| Total club | Total club          | 29                  | 5   | 0  | 0 | 4 | 0 | 33  | 5   |    |
| Total en su carrera | Total en su carrera | Total en su carrera | 184 | 72 | 8 | 1 | 5 | 0   | 197 | 73 |
| (1) Incluye datos de Liga Concacaf (2019), (2021). (2) No incluye datos de Liga de Ascenso de Honduras. (3) Incluye datos de la Copa Presidente (2016). |                     |                     |     |    |   |   |   |     |     |    |

### Selección nacional
Actualizado al último partido jugado el 2 de junio de 2018.
| 1. | 7 de julio de 2017      | Arena Red Bull, Nueva Jersey, Estados Unidos             | Costa Rica       | 0–1 |  | Copa de Oro 2017                       |
| 2. | 11 de julio de 2017     | Estadio BBVA Compass, Houston, Estados Unidos            | Guayana Francesa | 3–0 |  | Copa de Oro 2017                       |
| 3. | 14 de julio de 2017     | Estadio Toyota, Dallas, Estados Unidos                   | Canadá           | 0–0 |  | Copa de Oro 2017                       |
| 4. | 20 de julio de 2017     | Estadio State Farm, Phoenix, Estados Unidos              | México           | 0–1 |  | Copa de Oro 2017                       |
| 5. | 10 de noviembre de 2017 | Estadio Olímpico Metropolitano, San Pedro Sula, Honduras | Australia        | 0–0 |  | Repechaje para la Copa Mundial de 2018 |
| 6. | 28 de mayo de 2018      | Estadio Daegu, Daegu, Corea del Sur                      | Corea del Sur    | 0–2 |  | Amistoso                               |
| 7. | 2 de junio de 2018      | Estadio BBVA Compass, Houston, Estados Unidos            | El Salvador      | 0–1 |  | Amistoso                               |

## Palmarés

### Campeonatos nacionales
| Título               | Club            | Sede     | Año  |
| -------------------- | --------------- | -------- | ---- |
| Apertura del Ascenso | Juticalpa F. C. | Honduras | 2012 |
| Apertura del Ascenso | Juticalpa F. C. | Honduras | 2014 |
| Clausura del Ascenso | Juticalpa F. C. | Honduras | 2015 |
| Copa de Honduras     | Juticalpa F. C. | Honduras | 2016 |
| Torneo Apertura      | Olimpia         | Honduras | 2019 |

### Distinciones individuales
| Distinción                                             | Año  |
| ------------------------------------------------------ | ---- |
| Subcampeón de goleo de la Temporada 2016/17 (20 goles) | 2017 |
| Futbolista revelación de Honduras                      | 2017 |